# Gesegnet ist die Zuversicht, BWV Anh. 1
Gesegnet ist die Zuversicht, BWV Anh. 1 (Feliç és la confiança) és una cantata per al setè diumenge després de la Trinitat de Georg Philipp Telemann atribuïda a Bach. Estrenada el 12 de febrer de 1725, fou composta per a les quatre veus, dues flautes travesseres, dos violins i baix continu, sobre un text d'Erdmann Neumeister basat en el Salm 34; s'ha perdut la musica.